# Tanjung Baroh
Tanjung Baroh is een bestuurslaag in het regentschap Aceh Utara van de provincie Atjeh, Indonesië. Tanjung Baroh telt 204 inwoners (volkstelling 2010).